# Erika Hock
Erika Hock (* 1981 in Kirgisistan) ist eine deutsche Bildhauerin und Installationskünstlerin.

## Leben
Hock immigrierte nach dem Zerfall der Sowjetunion 1991 mit ihrer Familie nach Deutschland. Sie studierte Geschichte an der Universität Münster und gleichzeitig Bildende Kunst an der Kunstakademie Münster, später Freie Kunst an der Kunstakademie Düsseldorf in der Klasse Irmin Kamp und Rita McBride und schloss das Studium als Meisterschülerin mit einem Akademiebrief ab. Von 2012 bis 2014 absolvierte sie das postakademische Programm am HISK – Hoger Instituut voor Schone Kunsten in Gent, Belgien. Seither stellt sie national und international in Gruppen- und Einzelausstellungen aus. Ihre Werke befinden sich in diversen öffentlichen Sammlungen. Sie lebt und arbeitet in Köln.

## Werk
Erika Hocks Werk umfasst Bildhauerei, Installation und Architektur. Ihr zentrales Thema ist die Beziehung des Menschen zu seiner unmittelbaren gebauten Umgebung.

## Auszeichnungen und Preise
- 2009: Audi Art Award
- 2009: Förderpreis für Bildende Kunst des Bundesministeriums für Bildung und Forschung
- 2009–2010: Wilhelm-Lehmbruck-Stipendium
- 2010: Nam June Paik Award (National Award)
- 2010: Arbeitsstipendium der Kunststiftung NRW
- 2011: Projektstipendium der Kunststiftung NRW
- 2012: Förderpreis des Landes Nordrhein-Westfalen für junge Künstlerinnen und Künstler
- 2012–2014: Transfer-Stipendium – Korea/NRW
- 2013: Katalogförderung Kunststiftung NRW
- 2015–2018: Atelierstipendium Kölnischer Kunstverein
- 2018: Stipendium Stiftung Kunstfonds
- 2020: Neustart Kultur Stipendium Stiftung Kunstfonds

## Ausstellungen (Auswahl)

### Einzelausstellungen
- 2015: What Bananas Say, Salzburger Kunstverein
- 2016: BodyBody, Kunsthaus Essen
- 2017: Second Home, Sammlung Philara, Düsseldorf
- 2018: Hotel Atlantik, Kunsthalle Lingen
- 2020: Female Fame, Skulpturenmuseum Glaskasten Marl

### Gruppenausstellungen
- 2012: Dorothea-von-Stetten-Kunstpreis 2012, Kunstmuseum Bonn
- 2012: Nam June Paik Award 2012 / National Award 2010, Kunstmuseum Bochum
- 2013: Combinations, LOOP Art Space, Seoul
- 2013: TRANSFER, Kunsthalle Düsseldorf
- 2013: blowing the whistle, Sammlung Philara, Düsseldorf
- 2014: Der entfesselte Blick, Museum Marta, Herford
- 2015: Lekker Licht, Centraal Museum, Utrecht
- 2015: Un-Scene III, Wiels, Brüssel
- 2016: Inhabited by Objects, CAB Art Center, Brüssel
- 2016: The People‘s Cinema, Salzburger Kunstverein, Salzburg
- 2016: Every Letter Is a Love Letter, Tallinn Art Hall, Tallinn
- 2017: Sammlung mit losen Enden, Kornelimünster, Aachen
- 2018: Ideal Standard – Spekulationen zu einem Bauhaus heute (kuratiert in Zusammenarbeit mit Dominik Busch), Zeppelin Museum, Friedrichshafen
- 2018: Ausbruch aus der Fläche – Das Origamiprinzip in der Kunst, Museum Marta, Herford
- 2020: Musterung – Pop und Politik in der zeitgenössischen Textilkunst, Kunstsammlungen Chemnitz
- 2020: Mind the Gap!, Museum für Konkrete Kunst, Ingolstadt